# Steudnera henryana
Steudnera henryana är en kallaväxtart som beskrevs av Adolf Engler. Steudnera henryana ingår i släktet Steudnera och familjen kallaväxter. Inga underarter finns listade.